# IC 499
IC 499 è una galassia situata nella costellazione della Giraffa ai confini con la costellazione di Cefeo. 
Facilmente individuabile grazie anche alla vista pressoché frontale, è leggermente oblunga nella direzione nordest-sudovest e presenta un nucleo di aspetto stellare abbastanza cospicuo che va sfumando verso i bordi. Le dimensioni del nucleo approssimativamente sono di 95” x 65”.
La stella più vicina, per facilitare il puntamento del telescopio, è GSC 4635:663 di magnitudine visuale 8,50, situata 5',7 a nordest della galassia.